# Zenker Ridge
Zenker Ridge ist ein niedriger Gebirgsgrat aus Moränengeröll an der Nordküste Südgeorgiens. Er erstreckt sich vom Osmic Hill in nordöstlicher Richtung zum Discovery Point an der Cumberland East Bay.
Teilnehmer der Schwedischen Antarktisexpedition (1901–1903) unter der Leitung Otto Nordenskjölds kartierten ihn. Der Falkland Islands Dependencies Survey benannte ihn 1951 im Zuge von Vermessungen nach der nach dem deutschen Histologen Konrad Zenker (1864–1894) benannten Fixierlösung für biologische Proben.